# Arne Nielsson
Arne Nielsson (født 11. maj 1962 i Herlev) er en forhenværende dansk kanoroer. Han er uddannet autoelektriker, men besluttede sig tidligt for at satse på kanoroningen.

## Karriere
Arne Nielsson indledte sin karriere som kanoroer i Nybro-Furå kano- og kajakklub. Han var fra begyndelsen ikke spået de store chancer, da han var meget mindre end sine konkurrenter, hvilket ikke er en fordel i netop kanoroning. På trods af de hårde odds blev det til en lang række verdensmesterskaber, en OL-sølvmedalje og 74 danske mesterskaber. I 1996 stoppede Arne Nielsson sin aktive karriere. Størstedelen af sin karriere roede han toerkano sammen med Christian Frederiksen, som han også vandt alle sine VM- og OL-medaljer med.
Arne Nielsson har siden 1996 arbejdet som professionel coach og foredragsholder for primært erhvervs- og idrætsfolk og er uddannet og certificeret kognitiv coach.
Arne Nielsson har to gange modtaget prisen "Årets Inspirator", i henholdsvis 2009 og 2011.

## Bøger
- "Ved du, hvem du er?"
- "Viljen til sejr"
- "Viljen til sejr 2 – Coping"
- "Din teenager skal coaches – ikke opdrages" v/Arne Nielsson, Anni Kirk og Tania Wolf
- "Viljen sidder i hjertet"
- "Motivation og restitution – skab større overskud i hverdagen" v/Arne Nielsson og Henrik Krogh